# (32106) 2000 KD58
2000 KD58 (asteroide 32106) é um asteroide da cintura principal. Possui uma excentricidade de 0.18120710 e uma inclinação de 6.90222º.
Este asteroide foi descoberto no dia 24 de maio de 2000 por LONEOS em Anderson Mesa.